# Wilhelm von Biela

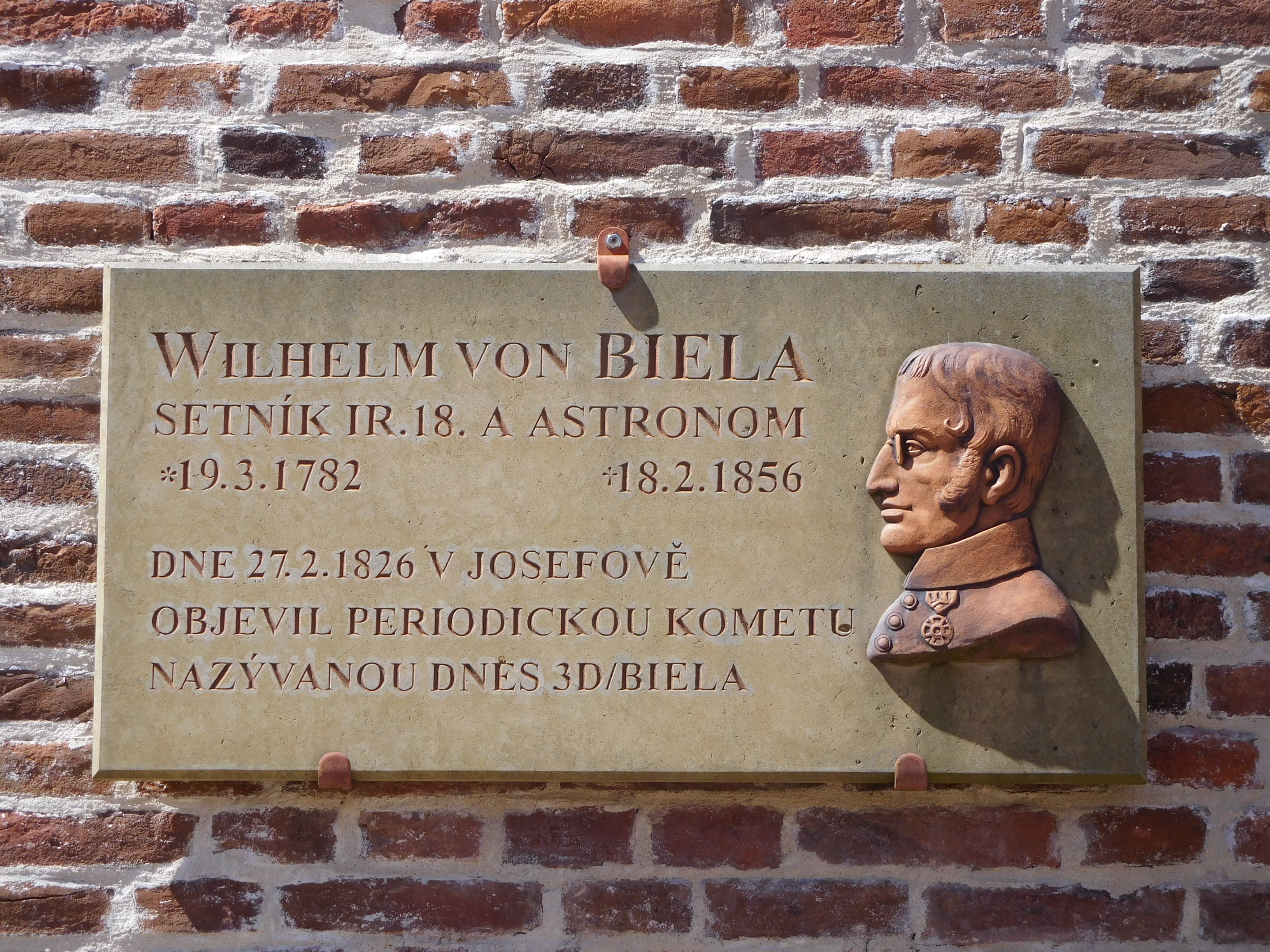
Pamětní deska v pevnosti Josefov

Wilhelm von Biela (19. března 1782, Roßla – 18. února 1856, Benátky) byl rakouský astronom a důstojník saského původu.
Pocházel ze šlechtického rodu pánů z Bílé, kteří v 16. století přišli do Řehlovic na Ústecku z Durynska. Poté, co byl po bitvě na Bílé hoře Fridrich z Bílé popraven na pražském Staroměstském náměstí za účast na Českém stavovském povstání, jeho rodina odešla do Saska.
Potomek těchto pobělohorských exulantů Wilhelm von Biela po dostudování drážďanské vojenské akademie roku 1802 vstoupil do rakouské Císařské armády. Jako poručík hraběte Maxmiliana von Merveldt byl raněn v bitvě u Lipska. Po roce 1815 se usadil v Praze a začal se zabývat astronomií.
Nejvýznamnějším von Bielovým objevem se stalo určení dráhy periodické komety, která byla později na jeho počest pojmenována 3D/Biela, na základě dvou starších pozorování francouzských astronomů Jacquese Leibax Montaigne z 8. března 1772 a Jeana Louise Ponse z 10. listopadu 1805. Do té doby byly totiž známy pouze dvě komety s pravidelnou eliptickou drahou, a to Halleyova a Enckeho. Von Biela stanovil oběžnou dráhu komety na 6,75 roku. Správnost jeho výpočtů se potvrdila 27. února 1826 poté, co von Biela kometu zaměřil v prostoru mezi souhvězdími Ryb a Berana. Po baronu von Bielovi kometu na vypočítané dráze spatřili ještě Britové John Herschel (1832) a Thomas Henderson (1833). Pozdější pozorování učiněná v druhé polovině 19. století (1846 - 1847, 1852 a 1866) pouze potvrzovala, že 3D/Biela se s největší pravděpodobností rozpadla na dvě části a následně zanikla v několika výrazných meteorických deštích.
Von Bielův výzkum shrnutý v množství článků pro pražské německy psané Astronomické noviny (německy Astronomische Nachrichten) významně přispěl k lepšímu pochopení chování komet. Mimoto je von Biela autorem studie Druhá velká světová síla (Die zweite grosse Weltenkraft) o vlivu rotace planet na jejich vzájemné gravitační působení, která vyšla roku 1836 v Praze.
Wilhelmu von Biela byla 20. srpna 2006 v Josefově na nádvoří Bastionu I odhalena pamětní deska. Také byl jeho jménem pokřtěn jeden z měsíčních kráterů.